# Lluís Francesc de Borbó-Conti
Lluís Francesc Josep de Borbó-Conti (París, 1734 - Barcelona, 1814), 4t príncep de Conti i Príncep de sang del Regne de França amb el tractament d'altesa reial. Amb la seva mort el dia 13 de març de l'any 1814 la casa principesca de Conti arribà a la seva fi.
Nascut a París el dia 1 de setembre de l'any 1734 essent fill del príncep Lluís Francesc de Borbó-Conti i de la princesa Lluïsa Diana d'Orleans. El sisè príncep de Conti era net per via paterna del príncep Lluís Armand de Borbó-Conti i de la princesa Lluïsa Elisabet de Borbó i per via materna del príncep Felip d'Orleans i de la princesa Francesca Maria de Blois.
Batejat el 29 de novembre de l'any 1734 al Palau de Versalles essent apadrinat pel rei Lluís XV de França i la seva muller, la princesa Maria Leszczyńska. L'1 d'agost de l'any 1750 fou nomenat cavaller de l'Orde del Sant Esperit.
Durant la Guerra dels Set Anys participà en la batalla de Hastenbeck, de 26 de juliol de 1757, i a la batalla de Creveld, de 23 de juny de 1758, en qualitat de mariscal de camp.
Retornat a França per ordres paterna, es casà amb la princesa Maria Fortunata de Mòdena, filla del duc Francesc III de Mòdena i de la princesa Carlota d'Orleans. En ocasió d'aquestes noces el rei Lluís XV de França concedí un donatiu de 150.000 lliures. La parella no tingué descendència i visqué completament separada des del 12 de juny de 1777.
Després del cop de força del canceller de Maupeou (1771), el comte de la Marche i després príncep de Conti, va refusar unir-se a la resta de príncep de sang en contra del rei i es posicionà al costat del seu padrí. Aquesta actitud li comportà greus enfrontament amb el seu pare els quals no foren superats fins a la mort d'aques l'any 1776.
Lluís Francesc en ser nomenat príncep de Conti hagué de fer front a una situació econòmica molt complicada fruit de les dilapidacions que havia realitzat el seu pare al llarg de la seva vida. El nou príncep de Conti hagué de vendre la major part dels seus béns i les cèlebres col·leccions del Palau del Temple foren dispersades l'any 1777. A més a més, sis anys després, l'any 1783 hagué de fer front a la venda de la resta del patrimoni familiar al comte de Provença pel valor d'11.000.000 de lliures.
Lluís Francesc fou un dels set prínceps de sang que entre el dia 22 de febrer i el dia 25 de maig del 1787 prengué part de l'Assemblea de notable convocada a Versalles. El seu paper fou un dels més lúcids remarcant la terrible situació social i financera de França.
Poc després de l'esclat de la revolució, el 14 de juliol de 1789, el príncep de Conti, al costat del comte d'Artois i del príncep de Condé emigraren de França cap a Anglaterra poc després de ser nomenat enemics de la nova situació revolucionària.
Ara bé, el dia 2 d'abril de l'any 1790 retornà a França i es presentà davant del rei Lluís XVI de França i de la seva muller amb un barret amb la bandera tricolor. A partir d'aquest moment serà nomenat comandant de la Guàrdia Nacional de l'Isle-Adam.
Després de viure a París al llarg de 1792 i de 1793, de ser detingut per la Convenció i portat a Marsella al llarg de 1794 i finalment de viure a la seva propietat de la Lande, és expulsat de França i abandonat a la frontera francocatalana. Ara bé, el Directori establí una renda anual de 50.000 francs elevada a 100.000 per garantir la subsistència del príncep.
Refugiat a Barcelona, morí a la capital catalana el dia 10 de març de l'any 1814 a l'edat de 80 anys. Fou enterrat a l'església de Sant Miquel. L'any 1844 el rei Lluís Felip I d'Orleans ordenà l'exhumació del cadàver i la sepultura del cos de l'últim príncep de Conti al Panteó Reial de la Catedral de Dreux.